# ماري كرزون، بارونة كرزون من كيدلستون
ماري فيكتوريا كرزون ، البارونة كرزون من كيدلستون (27 مايو 1870 - 18 يوليو 1906) نبيلة بريطانية من أصل أمريكي كان فيسيرين من الهند ، بصفته زوجة اللورد كرزون من كيدلستون ، نائب الملك في الهند ، كانت تحمل أعلى لقب رسمي في الإمبراطورية الهندية يمكن للمرأة أن تحمله.